# Psilocorsis quercicella
Psilocorsis quercicella is een vlinder uit de familie van de sikkelmotten (Oecophoridae). De wetenschappelijke naam van de soort is voor het eerst geldig gepubliceerd in 1860 door Brackenridge Clemens.
De soort komt voor in de Verenigde Staten. De larven leven van het vulweefsel (parenchym) tussen de nerven van de bladeren van eiken (Quercus).